# Mistrzostwa Świata w Biegach Przełajowych 1982
10. Mistrzostwa Świata w Biegach Przełajowych – zawody lekkoatletyczne, które odbyły się 21 marca 1982 roku w Rzymie, we Włoszech.

## Rezultaty

### Seniorzy

#### Indywidualnie
| Medal  | Zawodnik        | Czas        |
| Złoto  | Mohamed Kedir   | 33:40.5 min |
| Srebro | Alberto Salazar | 33:44.8 min |
| Brąz   | Rod Dixon       | 34:01.8 min |

#### Drużynowo
| Medal  | Zawodnik | Punkty  |
| Złoto  | Etiopia · Mohamed Kedir (1) · Eshetu Tura (6) · Wodajo Bulti (12) · Miruts Yifter (16) · Hana Girma (28) · Dereje Nedi (35)                 | 98 pkt  |
| Srebro | Anglia · Mike McLeod (5) · Dave Clarke (9) · Hugh Jones (11) · Julian Goater (18) · Steve Kenyon (22) · Karl Harrison (49)                  | 114 pkt |
| Brąz   | ZSRR · Aleksandras Antipovas (19) · Walerij Sapon (24) · Enn Sellik (45) · Wiktor Czumakow (46) · Jewgenij Okorokow (52) · Toomas Turb (71) | 257 pkt |

### Juniorzy

#### Indywidualnie
| Medal  | Zawodnik        | Czas        |
| Złoto  | Zurbachev Gelaw | 22:45.3 min |
| Srebro | Adugna Lema     | 22:46.6 min |
| Brąz   | Stefano Mei     | 22:48.7 min |

#### Drużynowo
| Medal  | Zawodnik          | Punkty |
| Złoto  | Etiopia           | 12 pkt |
| Srebro | Włochy            | 37 pkt |
| Brąz   | Stany Zjednoczone | 70 pkt |

### Kobiety

#### Indywidualnie
| Medal  | Zawodniczka    | Czas        |
| Złoto  | Maricica Puică | 14:38.9 min |
| Srebro | Fița Lovin     | 14:40.5 min |
| Brąz   | Grete Waitz    | 14:43.9 min |

#### Drużynowo
| Medal  | Zawodniczki                                                                                          | Punkty |
| Złoto  | ZSRR · Jelena Sipatowa (7) · Raisa Smiechnowa (8) · Tetiana Pozdniakowa (11) · Galina Zakjarowa (18) | 44 pkt |
| Srebro | Włochy · Agnese Possamai (4) · Nadia Dandolo (9) · Cristina Tomasini (19) · Rita Marchisio (25)      | 57 pkt |
| Brąz   | Anglia · Ann Ford (13) · Paula Fudge (14) · Jane Furniss (16) · Ruth Smeeth (24)                     | 67 pkt |

## Tabela medalowa
| Miejsce | Kraj              | Złoto | Srebro | Brąz | Razem |
| 1.      | Etiopia           | 4     | 1      | 0    | 5     |
| 2.      | Rumunia           | 1     | 1      | 0    | 2     |
| 3.      | ZSRR              | 1     | 0      | 1    | 2     |
| 4.      | Włochy            | 0     | 2      | 1    | 3     |
| 5.      | Stany Zjednoczone | 0     | 1      | 1    | 2     |
| 5.      | Anglia            | 0     | 1      | 1    | 2     |
| 7.      | Nowa Zelandia     | 0     | 0      | 1    | 1     |
| 7.      | Norwegia          | 0     | 0      | 1    | 1     |